# Hermann Brune
Hermann Brune (* 22. Dezember 1856 in Hannover; † 22. Dezember 1922 ebenda) war ein deutscher Hornist, Kammersänger, Hochschullehrer, Gesangs-Repetitor/Lektor, Komponist und Freimaurer.

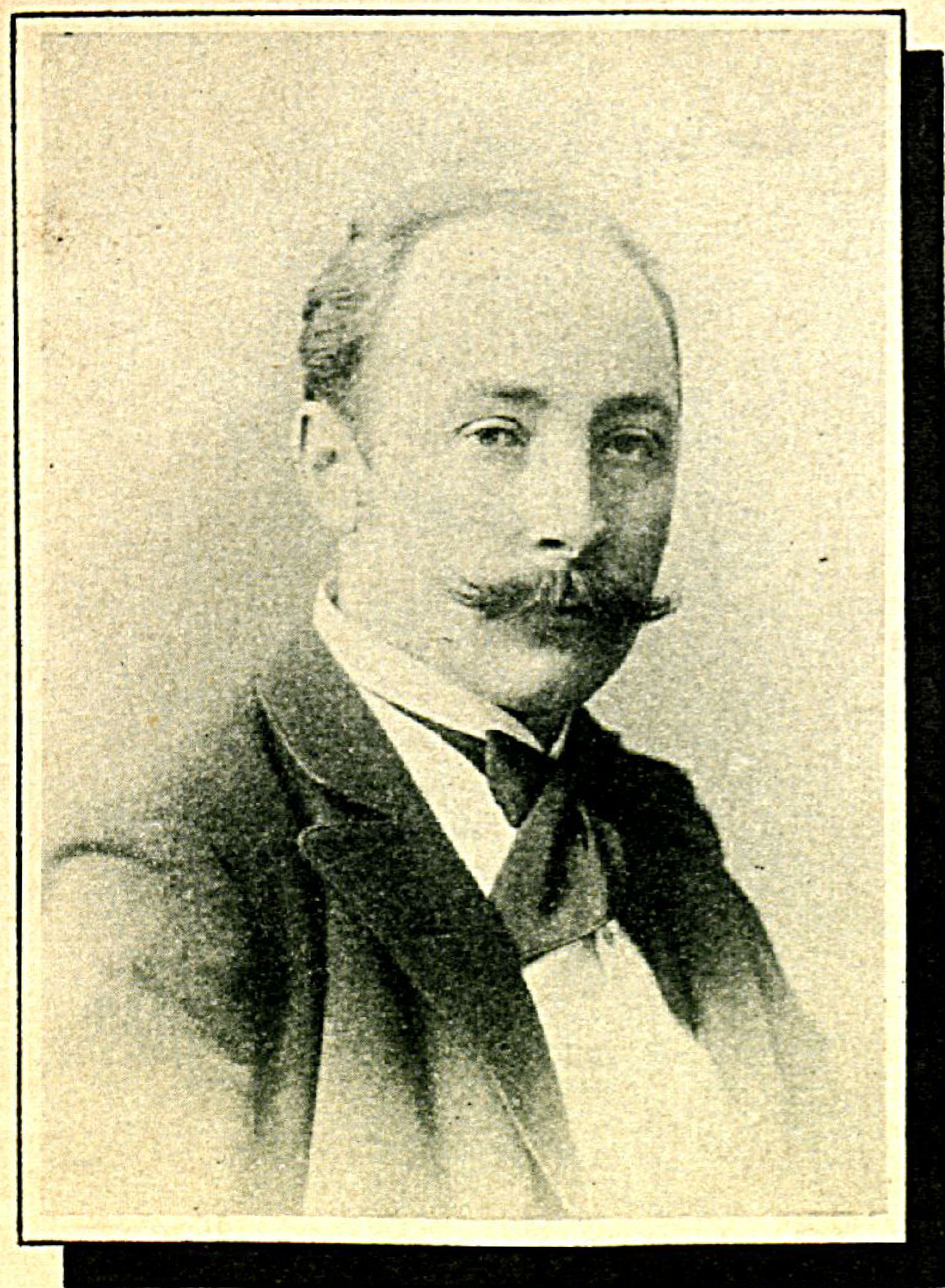
Hermann Brune um 1890, Ausschnitt des Titelblattes einer bei C.A. Gries in Hannover ca. 1895 verlegten Note: op. 30 Sieben Lieder

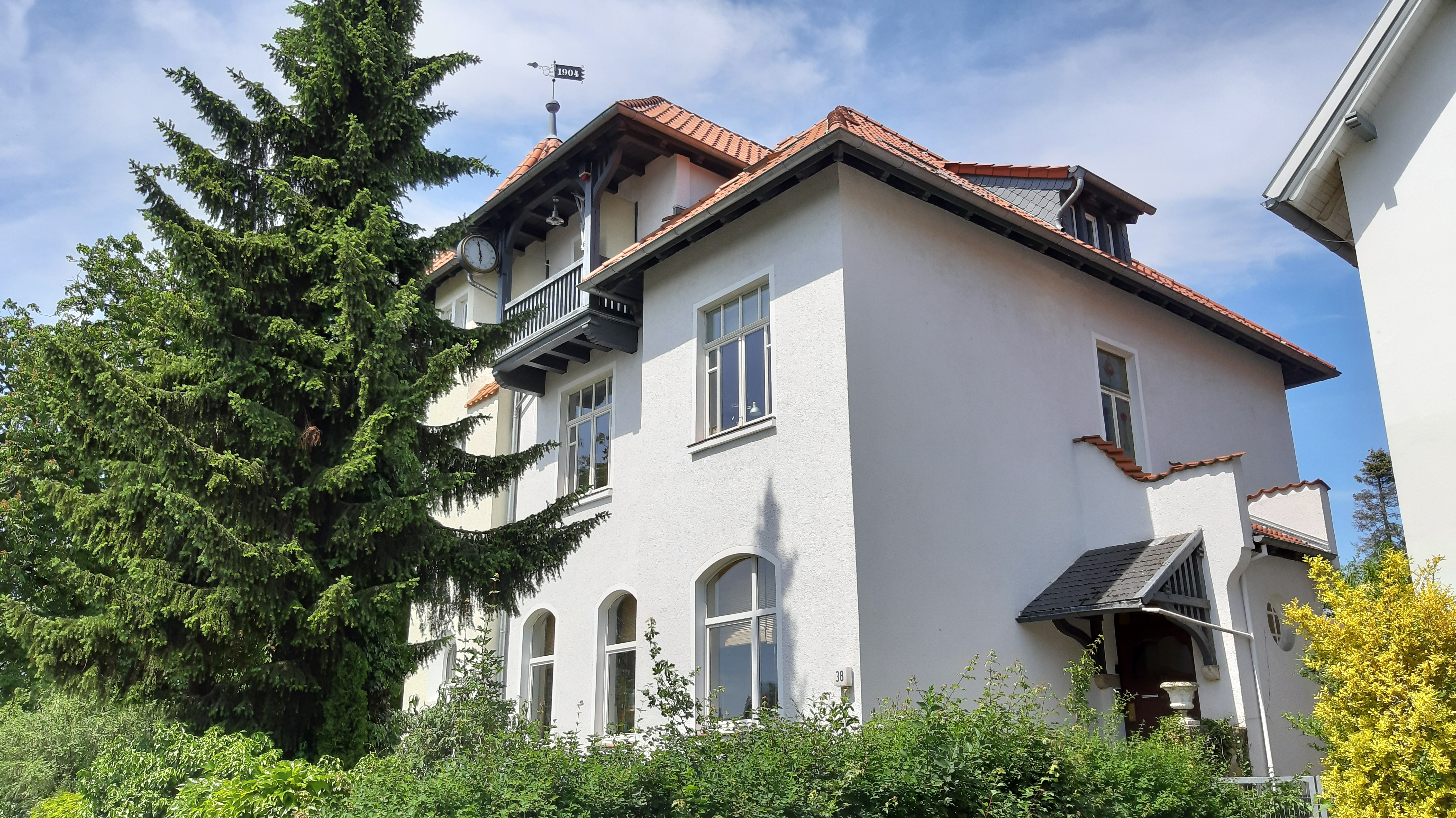
Hermann Brunes Elternhaus in Hannover-Kirchrode, Großer Hillen 38 (ehedem / heute), in dem er bis 1910 lebte. Gebaut von seinem Vater Heinrich Friedrich Christian Brune (1828–1904), Militärmusiker in der hannoverschen Armee, Architekt: Friedrich Bludau. Der Wetterhahn auf dem Giebel erinnert an das Todesjahr des Erbauers. Letzte dort in der Villa lebende Brune, bis 1966, war Hermann Brunes Tochter Johanna Auguste Adele.

## Leben
Als Hermann Karl August Brune geboren in der Residenzstadt des Königreichs Hannover, studierte Brune das Spiel mit dem Horn sowie Gesang. Zum 1. September 1877 erhielt er die Stellung eines Hornisten in der Königlichen Hofkapelle in Hannover. 1881 wurde Brune Mitglied im Hannoverschen Künstlerverein, für dessen Feiern und Feste er, wie auch für andere, Lieder und Chormusik komponierte. Im selben Jahr wurde er am 6. Dezember als Freimaurer in die Hannoversche Loge Zum schwarzen Bär aufgenommen.
Ebenfalls ab 1881 und bis 1887 wirkte Brune als Gesangsrepetitor/Lektor am Königlichen Hoftheater in Hannover. Anschließend setzte er seine eigene Gesangsausbildung fort, nahm unter anderem Unterricht bei Julius Stockhausen. Unterdessen hatte Brune zahlreiche Auftritte als gefeierter Sänger vor allem geistlicher Musik mit Werken von Georg Friedrich Händel, Johann Sebastian Bach und Wolfgang Amadeus Mozart und anderen. Ferner war Brune Hofkammersänger am fürstlichen Hof Schloss Bückeburg.
1897 gründete Brune, gemeinsam mit dem Hofkomponisten Emil Evers und dem Klavierpädagogen Karl Leimer, das erste Konservatorium in Hannover, dessen erster Direktor er wurde: das Konservatorium für Musik (ab 1911 Städtisches Konservatorium), aus dem sich die heutige Hochschule für Musik, Theater und Medien Hannover entwickelte.
Die 1906 im hannoverschen Stadtteil Waldhausen angelegte Brunestraße war so benannt worden, da der Kammersänger hier mit seinem 1910 errichteten eigenen Wohnhaus das erste Gebäude an der Straße errichten ließ. 1950 wurde die Straße Teil der Güntherstraße.

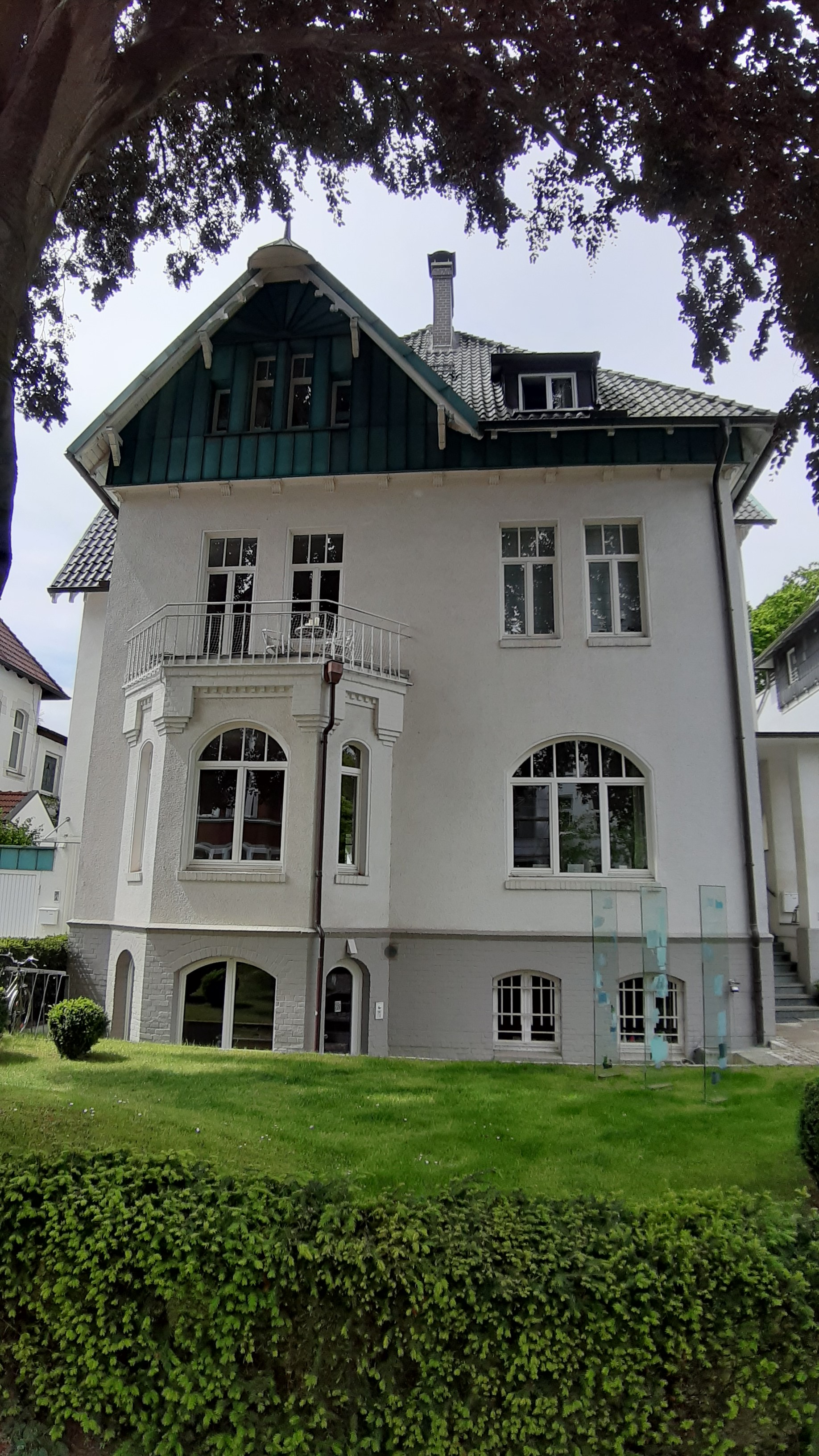
Die 1910 von Hermann Brune erbaute Villa in der Güntherstraße (vormals Brunestraße), Hannover-Waldhausen, heute

Hermann Brune war verheiratet mit Marie Ottilie Auguste Baxmann (* 23. August 1861 in Hannover; † 22. Februar 1942 ebenda), verstarb an seinem 66. Geburtstag im Jahr 1922 und wurde beigesetzt auf dem Hannoverschen Stadtfriedhof Engesohde. Hermann Brune hatte zwei Söhne, Wolfgang Brune (1891–1916) und Georg Adolf Brune (1899–1943), sowie eine Tochter, Johanna Auguste Adele Brune (1884–1966).

## Werk

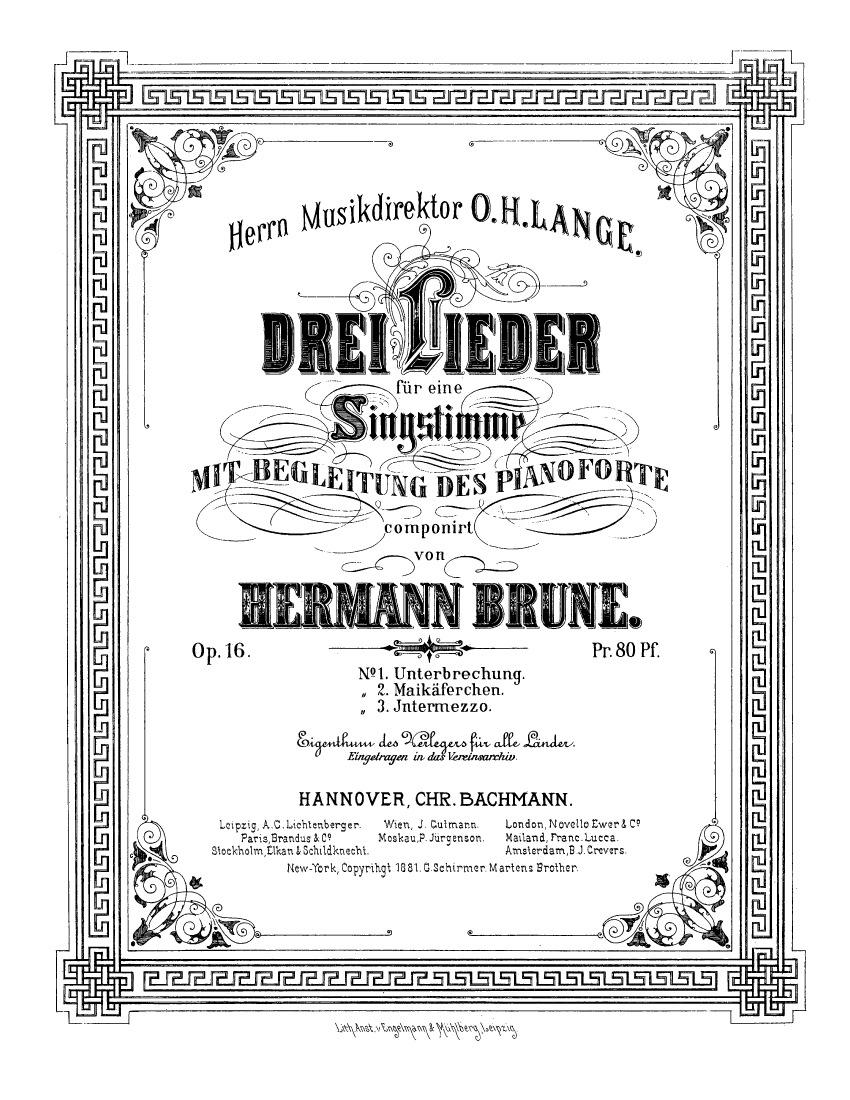
Titelblatt von Hermann Brunes op. 16 aus dem Jahr 1881, Drei Lieder, gewidmet dem königlich hannöverschen Musikdirektor Otto Heinrich Lange, verlegt bei Chr. Bachmann, Hannover

- Der künstlerische Nachlass von Hermann Brune wurde nach dem Tod seiner Tochter Johanna Auguste Adele Brune 1966 der Staatlichen Hochschule für Musik und Theater in Hannover übergeben.
- Ehedem verlegtes Notenmaterial befindet sich im Bestand der Gottfried Wilhelm Leibniz Bibliothek – Niedersächsische Landesbibliothek, der Stadtbibliothek Hannover sowie des International Music Score Library Projectes.
- Brunes 2-strophiges Chorlied (SATB) "Im Maien zu Zweien" (Jahr der Komposition unbekannt) hatte am 12. Februar 2023 in Hannover im Rahmen eines Konzertes des hannoverschen Chores Ensemble Canta Nova unter Mitwirkung des Urgroßneffens des Komponisten, Christian Brune, seine Wiedererstaufführung in der Neuzeit. Die Urschrift des Stückes befindet sich im Katalog der Staatlichen Hochschule für Musik und Theater in Hannover.

## Ehrungen

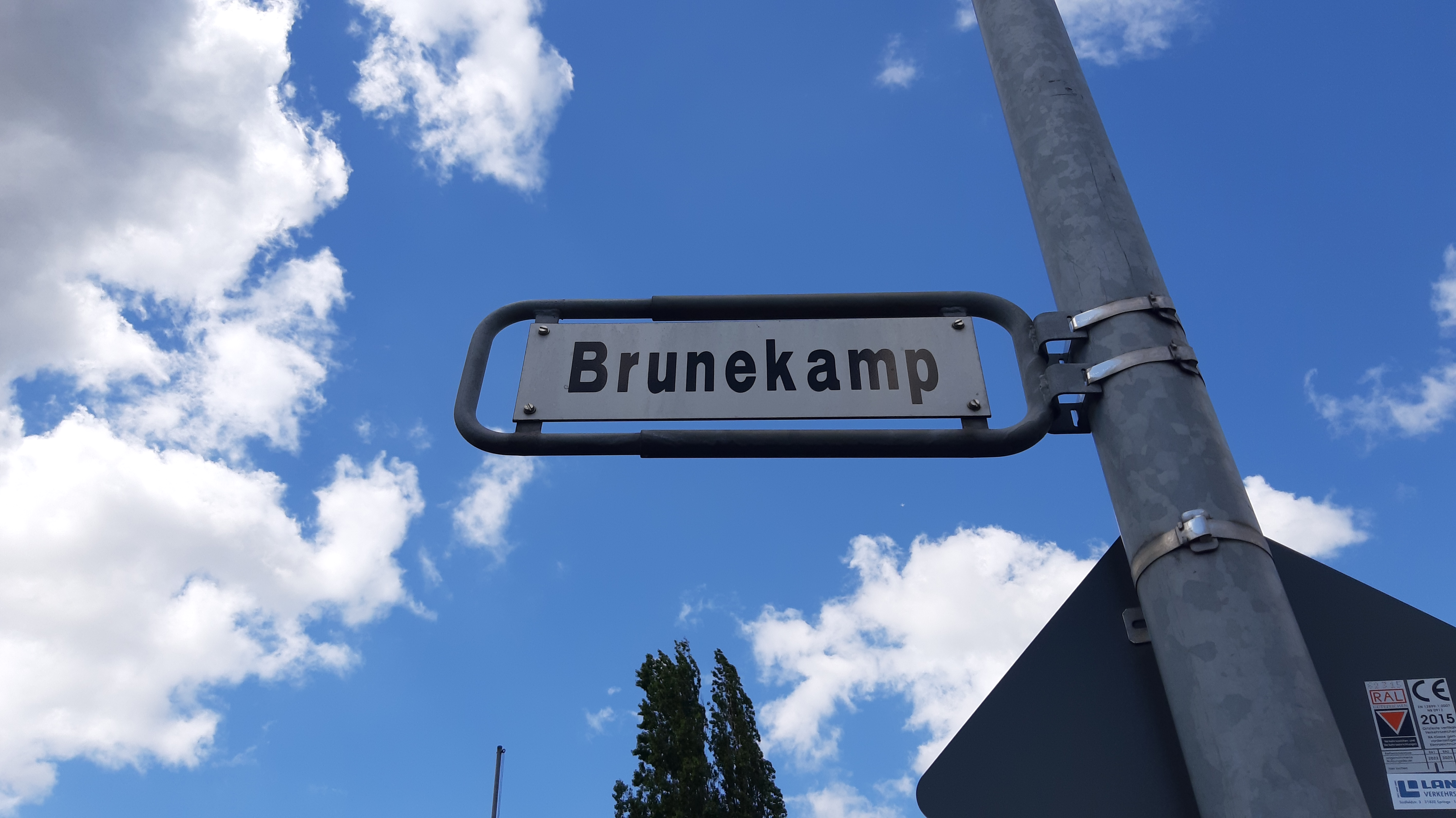
Das Straßeneingangsschild Brunekamp in Hannover-Bothfeld

- Posthum wurde 1950 der Brunekamp im hannoverschen Stadtteil Bothfeld nach dem Kammersänger benannt.[1]